# Iris histrio
Iris histrio là một loài thực vật có hoa trong họ Diên vĩ. Loài này được Rchb.f. miêu tả khoa học đầu tiên năm 1872.